# Wilkowice (gemeente)
De gemeente Wilkowice is een landgemeente in het Poolse woiwodschap Silezië, in powiat Bielski (Silezië).
De gemeente bestaat uit de dorpen Wilkowice (gemeentezetel) (Bystra Krakowska en Bystra Śląska) en Meszna.
Op 30 juni 2004 telde de gemeente 12 174 inwoners.

## Oppervlakte gegevens
In 2002 bedroeg de totale oppervlakte van gemeente Wilkowice 33,9 km², waarvan:
- agrarisch gebied: 38%
- bossen: 50%

De gemeente beslaat 7,41% van de totale oppervlakte van de powiat.

## Demografie
Stand op 30 juni 2004:
| Omschrijving                   | Totaal | Totaal | Vrouwen | Vrouwen | Mannen | Mannen |
| ------------------------------ | ------ | ------ | ------- | ------- | ------ | ------ |
| eenheid                        | aantal | %      | aantal  | %       | aantal | %      |
| inwoners                       | 12 174 | 100    | 6359    | 52,2    | 5815   | 47,8   |
| bevolkingsdichtheid (inw./km²) | 359,1  | 359,1  | 187,6   | 187,6   | 171,5  | 171,5  |

In 2002 bedroeg het gemiddelde inkomen per inwoner 1183,94 zł.

## Aangrenzende gemeenten
Bielsko-Biała, Buczkowice, Czernichów, Kozy, Łodygowice, Szczyrk